# Cratone dello Zimbabwe

La posizione del cratone dello Zimbabwe in una mappa dell'Africa meridionale.

Il cratone dello Zimbabwe è un'area dell'Africa meridionale costituita da antica crosta continentale, essa è infatti parte di quello che resta dell'antico continente della Gondwana occidentale, con rocce la cui formazione è databile fino al primo Archeano, quindi fino a 3,46 miliardi di anni fa. Le rocce che costituiscono il cratone dello Zimbabwe, così chiamato poiché la maggior parte di esso è situato appunto nel territorio dello Zimbabwe, sono separate da quelle del cratone del Kaapvaal, a sud-est, dalla cintura del Limpopo, una cintura di rocce con metamorfismo di alto grado larga 250 km formata in particolar modo da tettoniti della facies granulitica. La cintura del Limpopo si è formata contemporaneamente ai cratoni dello Zimbabwe e del Kaapvaal ma, al contrario di questi, è rimasta geologicamente attiva per molto più tempo, fu infatti solo nel tardo Archeano, tra i 2,8 e i 2,5 miliardi di anni fa che i due cratoni si stabilizzarono e il metamorfismo di alto grado nella cintura del Limpopo venne a cessare.

## Origine
Il cratone dello Zimbabwe si è formato dalla sutura di due blocchi più piccoli, il blocco (o segmento) di Tokwe, a sud, e il più piccolo blocco di Rhodesdale, a nord. Le rocce di entrambi questi segmenti risalgono fino a 3,46 miliardi di anni fa, il blocco di Tokwe si è probabilmente stabilizzato circa 3,3 miliardi di anni fa ed esistono prove che fanno ritenere che anche il blocco di Rhodesdale si sia stabilizzato in quel periodo.
L'omogeneità temporale and l'estensione del blocco di Tokwe sono considerate essere prove evidenti a supporto dell'ipotesi che vuole un'origine principalmente intra-cratonica delle tardo-archeane cinture di rocce verdi dello Zimbabwe confutando quindi la presenza di un arco di accrezione all'origine del cratone.